# Tosana
Tosana is een monotypisch geslacht van straalvinnige vissen uit de familie van zaag- of zeebaarzen (Serranidae).

## Soort
- Tosana niwae Smith & Pope, 1906